# Mikuláš Konečný
Mikuláš Konečný, né le 2 juin 2006 en Tchéquie, est un footballeur tchèque qui évolue au poste de défenseur central au SK Slavia Prague.

## Biographie

### En club
Né en Tchéquie, Mikuláš Konečný est formé par le Háje Jižní Město l'un des clubs les plus importants du pays, le SK Slavia Prague. Après avoir participé pour la première fois à un camp d'entraînement avec l'équipe première, il signe un nouveau contrat avec le Slavia le 6 juin 2024, d'une durée de quatre ans, soit jusqu'en juin 2028.
Konečný fait sa première apparition en professionnel le 31 octobre 2024, à l'occasion d'une rencontre de coupe de Tchéquie face au SK Benátky nad Jizerou (en). Titularisé ce jour-là, il se fait remarquer en inscrivant également de la tête son premier but, sur un service de Matěj Jurásek. Il participe ainsi à la victoire de son équipe par quatre buts à un.
Il joue son premier match de première division tchèque le 10 novembre 2024 face au MFK Karviná. Il entre en jeu à la place d'Igoh Ogbu et son équipe s'impose par cinq buts à un. Konečný est alors perçu comme un joueur prometteur pour le Slavia, son entraîneur Jindřich Trpišovský (en) le décrit comme un joueur intéressant, bon de la tête, concentré et avec des qualités de passes.
Il remporte son premier trophée en participant à la saison 2024-2025, le Slavia est sacré champion de Tchèquie.

### En équipe nationale
Avec l'équipe de Tchéquie des moins de 17 ans, Mikuláš Konečný joue un total de dix matchs, et marque un but.

## Palmarès
SK Slavia Prague
- Championnat de Tchéquie (1) :
  - Champion : 2024-2025.